# Karbuni
Karbuni jsou vesnice a přímořské letovisko v Chorvatsku v Dubrovnicko-neretvanské župě. Vesnice se nachází na jižním pobřeží ostrova Korčula a je součástí opčiny Blato. Od města Korčula se nachází asi 42 km jihozápadně. Vzhledem k tomu, že jsou Karbuni (spolu s Prižbou, Prigradicí a Gršćicí) pouze přímořskou částí sídla Blato, které neleží u moře, není, jako u mnoha jiných sídel na ostrově Korčula, znám počet obyvatel.
Karbuni leží u zátok Veli Zaglav a Jelin bok. Nachází se zde přístav. Naproti se rozkládá ostrov Zvirinovik. Sousedními letovisky jsou Tri Luke a Gršćica.